# Юнусов, Камиль Шамилович
Камиль Шамилович Юнусов (19 февраля 1973) — российский футболист.

## Карьера
Воспитанник дагестанского футбола. С 1996 по 1997 годы попал в заявку «Дербент» из одноимённого города, за который в Третьей лиге России провёл 54 матча. Далее играл в махачкалинском «Динамо». С 2001 по 2002 год играл за азербайджанский клуб «Шахдаг» из города Кусары. С 2002 по 2003 год играл за любительский клуб ВКЗ Избербашский. В 2003 году вернулся в Азербайджан и за два года провёл 37 матчей в чемпионате Азербайджана.